# Jalis de la Serna
Jalis de la Serna (Madrid, 1974) es un periodista español.

## Biografía
Victoriano de la Serna Moscol, apodado Jalis por la canción ¡Ay, Jalisco, no te rajes! que le cantaba su madre de niño, nació en Madrid en 1974. Es hijo de Javier de la Serna Ernst, cirujano que atendió a El Yiyo el día de su cornada mortal, y por tanto sobrino del torero Victoriano de la Serna Ernst y nieto del también torero Victoriano de la Serna Gil, activo en las décadas de 1930 y 1940. Se inició como periodista en prensa escrita, concretamente en As y en Servimedia. Posteriormente se ha dedicado al mundo de la televisión, trabajando inicialmente para Antena 3 en el programa Por la escuadra. Trabajó posteriormente para Canal Sur con el programa Siete lunes y para Telemadrid, realizando en esta última el programa Mi cámara y yo.
Fue reportero en Callejeros para Cuatro hasta que en 2013 se incorporó a Atresmedia, donde ha dirigido programas entre los que se encuentran Encarcelados, En tierra hostil, Enviado Especial y Natural.
En 2022 conduce el programa Caza herederos en LaSexta.
En 2025, se pone al frente de Apatrullando en LaSexta.